# Lutzomyia ayacuchensis
Lutzomyia ayacuchensis är en tvåvingeart som beskrevs av Cáceres A., Galati E. A. B. 1988. Lutzomyia ayacuchensis ingår i släktet Lutzomyia och familjen fjärilsmyggor. Inga underarter finns listade i Catalogue of Life.